# Pristimantis guaiquinimensis
Pristimantis guaiquinimensis är en groddjursart som först beskrevs av Andreas Schlüter och Dennis Rödder 2007.  Pristimantis guaiquinimensis ingår i släktet Pristimantis och familjen Strabomantidae. Inga underarter finns listade i Catalogue of Life.